# Krautwiller
Krautwiller es una comuna francesa situada en la circunscripción administrativa de Bajo Rin y, desde el 1° de enero de 2021, en el territorio de la Colectividad Europea de Alsacia, en la región de Gran Este.

## Demografía
| 94 | 101 | 117 | 131 | 136 | 153 | 247 |
| Para los censos de 1962 a 1999 la población legal corresponde a la población sin duplicidades (Fuente: INSEE [Consultar]) |     |     |     |     |     |     |